# Claude Catherine de Clermont
Claude Catherine de Clermont-Tonnerre de Vivonne (1543-18 de febrero de 1603), dama de Dampierre, condesa y duquesa de Retz, fue una cortesana y salonnière francesa.

## Biografía
Nacida en París, fue la única hija de Claude de Clermont-Tonnerre y Jeanne de Vivonne. Contrajo matrimonio a los dieciocho años con Jean d'Annebaut, de quien enviudó a los veinte años de edad tras su muerte en la batalla de Dreux. Hermosa y de buenos modales, Catherine se convirtió en dama de compañía de Catalina de Médici y, posteriormente, en gobernanta de los infantes reales.
Adquirió una gran reputación como intelectual, llegando a ser conocida como la "décima musa" y la "cuarta gracia". François Grudé escribió sobre ella: "merecía estar en el primer rango de aquellos entendidos y bien versados en poesía, oratoria, filosofía, matemáticas, historia y otras ciencias". Además, Catherine hablaba con fluidez, entre otras lenguas, griego y latín. En 1573, cuando los embajadores de Polonia acudieron a ver al duque de Anjou, Catherine les respondió públicamente en latín en nombre de la reina madre, siendo su discurso escuchado por René de Birague y el conde de Cheverny, quienes respondieron en nombre de Carlos IX y del duque.
Contrajo segundas nupcias con Albert de Gondi, duque de Retz. Durante su ausencia, Catherine reunió tropas a su costa para ahuyentar a los ladrones que amenazaban sus tierras, obligándolos a huir. Entre los hijos que tuvo con el duque se encontraban Jean-François de Gondi (arzobispo de París), y Claude-Marguerite de Gondi (marquesa de Maignelay y patrona del convento de las Madelonnettes).
Dueña de un salón y asistente regular a las sesiones de la Académie du Palais, Catherine fue también patrona de las artes, apoyando en 1570 la fundación de la Académie de musique et de poésie de Jean-Antoine de Baïf. Autora de varios textos, la duquesa los hizo circular mayormente mediante manuscritos, motivo por el cual sólo se conservan un reducido número de los mismos.